# Isidor Sadger

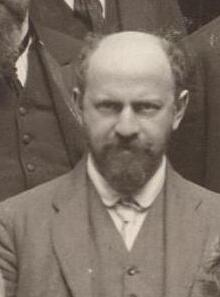
Isidor Sadger (1911)

Isidor Isaak Sadger (* 29. Oktober 1867 in Neu-Sandez, Galizien, Österreich-Ungarn; † 21. Dezember 1942 im Ghetto Theresienstadt) war ein jüdischer Arzt und Psychoanalytiker in Wien.

## Leben
Sadger hatte ab 1885 in Wien Medizin studiert. Er war einer der ersten ärztlichen Kollegen, die sich für Sigmund Freuds neue Lehre der Psychoanalyse interessierten. 1906 wurde er in Freuds sogenannte Psychologische Mittwochsgesellschaft – der Vorläuferin der 1908 gegründeten Wiener Psychoanalytischen Vereinigung (WPV) – aufgenommen. Über die Schriftsteller Heinrich von Kleist, Nikolaus Lenau und Conrad Ferdinand Meyer schrieb er psychoanalytische Biographien und verfasste für mehrere Wiener Zeitungen Literatur- und Theaterkritiken. Er beschäftigte sich speziell mit Narzissmus, Homosexualität und Fetischismus. Der Begriff Sadomasochismus wurde 1913 von ihm geprägt. Mit seiner Lehre von den Geschlechtsverirrungen (1921) wollte er der noch jungen Sexualwissenschaft eine psychoanalytische Basis schaffen. Seit 1923 war er Lehranalytiker am Wiener Psychoanalytischen Institut. In den späten 1920er Jahren verfasste er Erinnerungen an seine Begegnungen mit Freud, die, weil er darin Freuds Tod vorwegnahm (Freud starb 1939), erst nach dessen Tod erscheinen sollten. Als sein Manuskript dennoch 1930 bekannt wurde, erzeugte dies einen Skandal, als dessen Folge er aus der WPV austrat.
Nach dem Anschluss Österreichs an das Deutsche Reich 1938 blieb Sadger in Wien. Er wurde im September 1942 in das Ghetto Theresienstadt deportiert, wo er am 21. Dezember 1942 starb. Seine persönliche Habe wurde vernichtet und seine amtlichen Spuren wurden von der Wiener Bürokratie im Zuge der Judenvernichtung ausgelöscht.

## Schriften (Auswahl)
- Heinrich von Kleist: Eine pathographisch-psychologische Studie. Verlag von J. F. Bergmann, Wiesbaden 1910.
- Über den sado-masochistischen Komplex. In: Jahrbuch für psychoanalytische und psychopathologische Forschungen. Bd. 5, 1913, S. 157–232.
- Über Nachtwandeln und Mondsucht: eine medizinisch-literarische Studie. (= Schriften zur angewandten Seelenkunde. Heft 16). Leipzig 1914.
- Neue Forschungen zur Homosexualität, „Berliner Klinik“, XXVII 1915, n. 315, S. 1–32.
- Die Lehre von den Geschlechtsverirrungen (Psychopathia sexualis) auf psychoanalytischer Grundlage. Deuticke, Leipzig/Wien 1921
- Ein Beitrag zum Verständnis des Sado-Masochismus. In: Internationale Zeitschrift für Psychoanalyse. Bd. 7, Nr. 3/4, 1926, S. 413–421.
- Sigmund Freud: Persönliche Erinnerungen. Edition Diskord, Tübingen 2006, ISBN 3-89295-768-1 (1930 erstmals gedruckt, aber zurückgehalten).